# Самовъзпроизвеждане
Самовъзпроизвеждане е всяко поведение на динамичната система, което дава изграждане на идентично копие на тази динамична система.
Например биологичните клетки в подходяща среда, се размножават чрез клетъчно делене. По време на клетъчното делене, ДНК се репликира и може да се предава на потомството по време на възпроизвеждане.
Биологичните вируси могат да се възпроизвеждат, но само управлявайки репродуктивната машина на клетките чрез процес на инфекция. Също така и компютърните вируси се размножават с помощта на хардуер и софтуер, които вече присъстват на компютрите.
Самовъзпроизвеждането в роботиката е област на научни изследвания и обект на интерес в научната фантастика.
Всеки самовъзпроизвеждащ се механизъм, който не прави перфектно копие, ще доведе до създаването на различни варианти и по този начин ще бъде предмет на естествения подбор, като варианти, които са по-добри продължават да се размножават по-ефективно и ще изместят вариантите, които не са толкова подходящи за съшествуващата околната среда.
В последните изследвания репликаторите се категоризират според размера на подпомагане, който те изискват:
- Самосглобяващи се системи (машини на фон Нойман). Те сглобяват копия на себе си от готови части. Такива системи вече съществуват (заводи, в които промишлени роботи сглобяват други такива роботи).
- Самостоятелно репродуктивни системи, които произвеждат копия на себе си от промишлени суровини и материали – метали, пластмаси, полупроводници и т.н.
- „Автотрофни“ репликатори – самовъзпроизвеждащи се машини, които могат да се възпроизвеждат, добивайки материали от природната среда. Този вид репликатори вече могат да бъдат напълно независими от човека. Небиологични автотрофни репликатори биха могли да бъдат разработени от хора в близко бъдеще, и лесно могат да бъдат препрограмирани за производство на полезни за човека продукти.
- Природните репликатори. Тези системи включват всички естествените форми на живот.